# Alexandra van Griekenland (1921-1993)

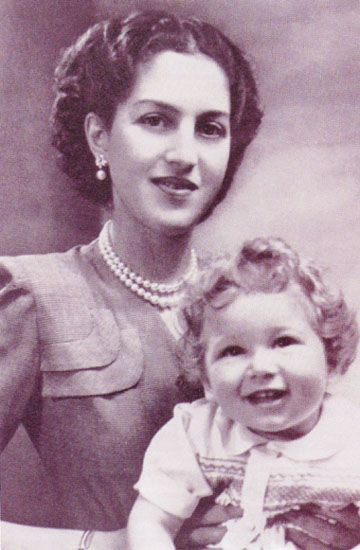
Koningin Alexandra met haar zoon Alexander

Alexandra van Griekenland (Grieks: Πριγκίπισσα Αλεξάνδρα της Ελλάδας) (Athene, 25 maart 1921 – Burgess Hill, 30 januari 1993), prinses van Griekenland, koningin van Joegoslavië, was het enige kind van koning Alexander I en Aspasia Manos. Ze werd exact vijf maanden na de dood van haar vader geboren en is samen met haar moeder de enige binnen de Griekse koninklijke familie geweest die van direct Grieksen bloede was.
Alexandra groeide op in een vijandige omgeving. Enerzijds was er het Griekse volk dat haar wantrouwde vanwege de afkeer dat het had van haar vader en vooral van zijn huwelijk met haar moeder. Anderzijds werd zij binnen haar familie met scheve ogen aangekeken wegens de slechte verhouding tussen de koninklijke familie en haar moeder en in het bijzonder als gevolg van de slechte verstandhouding tussen haar vader en grootvader, Constantijn I.
Op 20 maart 1944 huwde Alexandra in Londen met koning Peter II van Joegoslavië, die daar in ballingschap leefde. Zij kregen één zoon, Alexander.
Nadat in Joegoslavië de monarchie werd afgeschaft vestigde het gezin zich in de Verenigde Staten. Na de dood van haar man in 1970, ging Alexandra in Groot-Brittannië wonen, waar zij in 1993 overleed. Zij werd begraven op het kerkhof bij het Tatoi-paleis, de zomerresidentie van de voormalige koningen van Griekenland. In 2013 werd haar stoffelijk overschot overgebracht naar Servië en bijgezet in het koninklijk mausoleum op de Oplenac.